# Wola Wadowska
Wola Wadowska – wieś w Polsce, położona w województwie podkarpackim, w powiecie mieleckim, w gminie Wadowice Górne.
| SIMC    | Nazwa     | Rodzaj     |
| ------- | --------- | ---------- |
| 0835319 | Bór       | przysiółek |
| 0835325 | Różnica   | przysiółek |
| 0835331 | Włosianka | przysiółek |
| 0835348 | Zalesie   | przysiółek |

W latach 1975–1998 miejscowość administracyjnie należała do województwa tarnowskiego.
Miejscowość powstała w końcu XIV lub z początkiem XV wieku. Pierwsza informacja pochodzi z wizytacji z 1595 roku. Początkowo miejscowość została nazwana Wola za Młynem. W 1596 roku zmieniono nazwę na Wolę Wadowską. Wizytacja z 1608 wymienia Bor (dzisiaj Bór, część Woli Wadowskiej).
W 1853 roku powstaje szkoła. W 1906 roku była już szkoła dwuklasowa. W 1937 roku działała sześcioklasowa szkoła.
Wioska położona około 9 km na zachód od Wadowic Górnych. Nazwy przysiółków: Bór, Różnica, Włósienka.
Sołectwo Wola Wadowska zajmuje 1034 ha. Miejscowość zamieszkuje 765 osoby, które należą do parafii św. Franciszka z Asyżu w Wadowicach Dolnych.
Na terenie sołectwa znajdują się:
- Ochotnicza Straż Pożarna powstała w 1902 roku i jest włączona do Krajowego Systemu Ratowniczo-Gaśniczego[6]
- Dom Strażaka – wybudowany w 1983 roku. – mieści się tam również obiekt handlowy.
- Filia Gminnej Biblioteki Publicznej w Wadowicach Górnych (budynek dawnej Szkoły Podstawowej im. gen. Bolesława Stachonia w Woli Wadowskiej)
- KGW "Niezapominajka"
- Sołectwo Wola Wadowska. [dostęp 2016-04-25]. [zarchiwizowane z tego adresu (2016-03-24)].
- Gmina Wadowice Górne. [dostęp 2016-04-25]. [zarchiwizowane z tego adresu (2016-03-25)].

Urodził się tu Bolesław Feliks Stachoń (ur. 18 maja 1897, poległ w locie bojowym w nocy z 3 na 4 lipca 1941 nad Holandią) – pułkownik pilot Wojska Polskiego i Polskich Sił Powietrznych, pośmiertnie awansowany na stopień generała brygady.